# Юр'єво (Котельницький район)
Ю́р'єво (рос. Юрьево) — село у складі Котельницького району Кіровської області, Росія. Адміністративний центр Юр'євського сільського поселення.
Населення становить 601 особа (2010, 732 у 2002).
Національний склад станом на 2002 рік — росіяни 96 %.